# یواس‌آرسی ریچارد راش (۱۸۷۴)
یواس‌آرسی ریچارد راش (۱۸۷۴) (به انگلیسی: USRC Richard Rush (1874)) یک کشتی بود که طول آن ۱۴۰ فوت (۴۳ متر) بود. این کشتی در سال ۱۸۷۴ ساخته شد.